# Le Lion de papier

Le Lion de papier (Paper Lion) est un film américain réalisé par Alex March et sorti en 1968.

## Synopsis
Le journaliste sportif George Plimpton intègre incognito l'équipe de football américain des Lions de Détroit en 1963.

## Fiche technique
- Titre original : Paper Lion
- Réalisation : Alex March
- Scénario : George Plimpton, basé sur son expérience personnelle rapportée dans un livre également intitulé Paper Lion (1964)
- Pays de production :  États-Unis
- Durée : 107 minutes

## Distribution
- Alan Alda : George Plimpton
- Lauren Hutton : Kate
- Joe Schmidt : lui-même
- Alex Karras : lui-même
- John Gordy : lui-même
- Mike Lucci : lui-même
- Pat Studstill : lui-même
- Bill McPeak : lui-même
- Jim Martin : lui-même
- Jim David : lui-même
- Charles Knox : lui-même
- John North : lui-même
- Carl Brettschneider : lui-même
- Roger Brown : lui-même
- Lou Garney : lui-même
- Mike Weger : lui-même
- Karl Sweetan : lui-même
- Ron Kramer : lui-même
- Charles Bradshaw : lui-même
- Tom Vaughn : lui-même
- Bill Malinchak : lui-même
- Roger Shoals : lui-même
- Jerry Rush : lui-même
- Friday Macklam : lui-même
- Kent Falb : lui-même
- Richard Lane : lui-même
- Dr. Richard Thompson : lui-même
- Lem Barney : lui-même
- Frank Gifford : lui-même
- Vince Lombardi : lui-même
- Ernie Clark : lui-même
- David Doyle : Oscar
- Sugar Ray Robinson : lui-même
- Ann Turkel : Susan